# Patrick Fabiano
Patrick Fabiano Alves Nóbrega Luz, noto semplicemente come Patrick Fabiano (San Paolo, 4 settembre 1987), è un calciatore brasiliano naturalizzato est-timorese, attaccante del Blumenau.

## Caratteristiche tecniche
È un centravanti.

## Carriera

### Nazionale
Dopo aver ottenuto il passaporto est-timorese, il 12 ottobre 2014 ha esordito con il Timor Est disputando l'incontro di AFF Cup vinto 4-2 contro il Brunei.

## Statistiche

### Cronologia presenze e reti in nazionale
| Cronologia completa delle presenze e delle reti in nazionale ― Timor Est | Cronologia completa delle presenze e delle reti in nazionale ― Timor Est | Cronologia completa delle presenze e delle reti in nazionale ― Timor Est | Cronologia completa delle presenze e delle reti in nazionale ― Timor Est | Cronologia completa delle presenze e delle reti in nazionale ― Timor Est | Cronologia completa delle presenze e delle reti in nazionale ― Timor Est | Cronologia completa delle presenze e delle reti in nazionale ― Timor Est | Cronologia completa delle presenze e delle reti in nazionale ― Timor Est |
| Data                                                                     | Città                                                                    | In casa                                                                  | Risultato                                                                | Ospiti                                                                   | Competizione                                                             | Reti                                                                     | Note                                                                     |
| ------------------------------------------------------------------------ | ------------------------------------------------------------------------ | ------------------------------------------------------------------------ | ------------------------------------------------------------------------ | ------------------------------------------------------------------------ | ------------------------------------------------------------------------ | ------------------------------------------------------------------------ | ------------------------------------------------------------------------ |
| 12-10-2014                                                               | Vientiane                                                                | Timor Est                                                                | 4 – 2                                                                    | Brunei                                                                   | AFF Cup 2014                                                             | 1                                                                        |                                                                          |
| 14-10-2014                                                               | Vientiane                                                                | Birmania                                                                 | 0 – 0                                                                    | Timor Est                                                                | AFF Cup 2014                                                             | -                                                                        |                                                                          |
| 11-11-2014                                                               | Giacarta                                                                 | Indonesia                                                                | 4 – 0                                                                    | Timor Est                                                                | Amichevole                                                               | -                                                                        |                                                                          |
| 17-3-2015                                                                | Ulan Bator                                                               | Mongolia                                                                 | 0 – 1                                                                    | Timor Est                                                                | Qual. Mondiali 2018                                                      | 1                                                                        | 91’                                                                      |
| 11-6-2015                                                                | Kuala Lumpur                                                             | Malaysia                                                                 | 1 – 1                                                                    | Timor Est                                                                | Qual. Mondiali 2018                                                      | -                                                                        |                                                                          |
| 16-6-2015                                                                | Shah Alam                                                                | Timor Est                                                                | 0 – 1                                                                    | Emirati Arabi Uniti                                                      | Qual. Mondiali 2018                                                      | -                                                                        |                                                                          |
| 3-9-2015                                                                 | Gedda                                                                    | Arabia Saudita                                                           | 7 – 0                                                                    | Timor Est                                                                | Qual. Mondiali 2018                                                      | -                                                                        |                                                                          |
| 8-10-2015                                                                | Dili                                                                     | Timor Est                                                                | 1 – 1                                                                    | Palestina                                                                | Qual. Mondiali 2018                                                      | -                                                                        |                                                                          |
| 13-10-2015                                                               | Dili                                                                     | Timor Est                                                                | 0 – 1                                                                    | Malaysia                                                                 | Qual. Mondiali 2018                                                      | -                                                                        |                                                                          |
| Totale                                                                   |                                                                          | Presenze                                                                 | 9                                                                        |                                                                          | Reti                                                                     | 2                                                                        |                                                                          |